# Siphona lurida
Siphona lurida är en tvåvingeart som beskrevs av Henry J. Reinhard 1943. Siphona lurida ingår i släktet Siphona och familjen parasitflugor.
Artens utbredningsområde är Kalifornien. Inga underarter finns listade i Catalogue of Life.